# 진경 (전한)
진경(陳慶, ? ~ ?)은 전한 후기의 관료로, 자는 군경(君卿)이다.

## 행적
하평 연간, 사례교위 진경은 박사(博士) 적방진을 탄핵하고 거마를 빼앗았다. 그러나 적방진은 도리어 진경의 예전 잘못을 들추어내어 맞서 탄핵하였고, 결국 진경은 파면되었다.
영시 3년(기원전 14년), 낭야태수에서 정위로 승진하였다.
영시 4년(기원전 13년), 장신소부로 전임되었다.

## 출전
- 반고, 《한서》 권19하 백관공경표 下·권54 적방진전

| 전임 조증수 | 전한의 정위 기원전 14년 ~ 기원전 13년 | 후임 팽선 |